# Lasiochalcidia
Lasiochalcidia is een geslacht van vliesvleugeligen uit de familie bronswespen (Chalcididae). De wetenschappelijke naam van dit geslacht is voor het eerst geldig gepubliceerd in 1929 door Masi.

## Soorten
Het geslacht Lasiochalcidia omvat de volgende soorten:
- Lasiochalcidia agilis (Klug, 1834)
- Lasiochalcidia birmanus (Mani & Dubey, 1973)
- Lasiochalcidia brevifrons Steffan, 1951
- Lasiochalcidia cincticornis (Walker, 1871)
- Lasiochalcidia dargelasii (Latreille, 1805)
- Lasiochalcidia electa Nikol'skaya, 1960
- Lasiochalcidia gracilantenna Liu, 2002
- Lasiochalcidia guineensis (Steffan, 1951)
- Lasiochalcidia melanaria (Cameron, 1905)
- Lasiochalcidia merita Nikol'skaya, 1960
- Lasiochalcidia moluccensis (Masi, 1929)
- Lasiochalcidia munda (Waterston, 1916)
- Lasiochalcidia nigra (Yasumatsu, 1946)
- Lasiochalcidia pilosa Nikol'skaya, 1960
- Lasiochalcidia pilosella (Cameron, 1904)
- Lasiochalcidia pubescens (Klug, 1834)
- Lasiochalcidia rubripes (Kieffer, 1899)
- Lasiochalcidia rufipolita Liu, 2002
- Lasiochalcidia sparsibarbis Boucek, 1956
- Lasiochalcidia spinigera Steffan, 1956
- Lasiochalcidia thresiae Narendran, 1989